# Scolecitrichopsis
Scolecitrichopsis är ett släkte av kräftdjur. Scolecitrichopsis ingår i familjen Scolecitrichidae.
Kladogram enligt Catalogue of Life:
| Scolecitrichopsis | \| \| Scolecitrichopsis alvinae \| \| \| \| \| \| Scolecitrichopsis ctenopus \| \| \| \| \| \| Scolecitrichopsis distinctus \| \| \| \| \| \| Scolecitrichopsis elongatus \| \| \| \| |
|                   | \| \| Scolecitrichopsis alvinae \| \| \| \| \| \| Scolecitrichopsis ctenopus \| \| \| \| \| \| Scolecitrichopsis distinctus \| \| \| \| \| \| Scolecitrichopsis elongatus \| \| \| \| |
|                   | Amallothrix |
|                   | |
|                   | Lophothrix |
|                   | |
|                   | Mixtocalanus |
|                   | |
|                   | Neoscolecithrix |
|                   | |
|                   | Oothrix |
|                   | |
|                   | Pseudoamallothrix |
|                   | |
|                   | Racovitzanus |
|                   | |
|                   | Scaphocalanus |
|                   | |
|                   | Scolecithricella |
|                   | |
|                   | Scolecithrix |
|                   | |
|                   | Scopalatum |
|                   | |
|                   | Scottocalanus |
|                   | |
|                   | Scolecitrichopsis alvinae |
|                   | |
|                   | Scolecitrichopsis ctenopus |
|                   | |
|                   | Scolecitrichopsis distinctus |
|                   | |
|                   | Scolecitrichopsis elongatus |
|                   | |

|  | Scolecitrichopsis alvinae    |
|  |                              |
|  | Scolecitrichopsis ctenopus   |
|  |                              |
|  | Scolecitrichopsis distinctus |
|  |                              |
|  | Scolecitrichopsis elongatus  |
|  |                              |